# Río Alhambra
El río Alhambra, también llamado arroyo Alhambra, es un río del centro de la península ibérica perteneciente a la cuenca hidrográfica del Guadiana, que discurre por la provincia de Ciudad Real (España).

## Curso
El río Alhambra nace por la unión de la cañada del Toril y la cañada del Colmenar, dentro del término municipal del que toma su nombre: Alhambra. Discurre en sentido este-oeste a lo largo de unos 17 km hasta su desembocadura en el río Azuer, en el término de La Solana. 